# Gulbröstad apalis
Gulbröstad apalis (Apalis flavida) är en fågel i familjen cistikolor inom ordningen tättingar.

## Utbredning och systematik
Gulbröstad apalis delas in i sju underarter med följande utbredning:
- Apalis flavida viridiceps – norra Somalia, närliggande Etiopien och norra Kenya
- Apalis flavida flavocincta – sydöstra Sydsudan, södra Etiopien, nordöstra Uganda, Kenya, södra Somalia och nordöstigaste Tanzania
- Apalis flavida caniceps – Gambia till norra Angola och västra Kenya
- Apalis flavida abyssinica – högländerna i sydvästra Etiopien
- Apalis flavida pugnax – högländerna i södra Kenya
- Apalis flavida golzi – sydöstra Kenya (Taita-klipporna) till inre Tanzania och Rwanda
- Apalis flavida flavida – västra Angola till norra Namibia, norra Botswana och sydvästra Zambia
- Apalis flavida neglecta – östra Angola, sydöstra Kenya, Tanzania, Moçambique och norra KwaZulu-Natal
- Apalis flavida florisuga – centrala KwaZulu-Natal i Sydafrika

## Status
IUCN bedömer hotstatus för underarterna viridiceps och flavocincta å ena sidan och övriga underarter å andra sidan var för sig, båda grupper som livskraftiga.

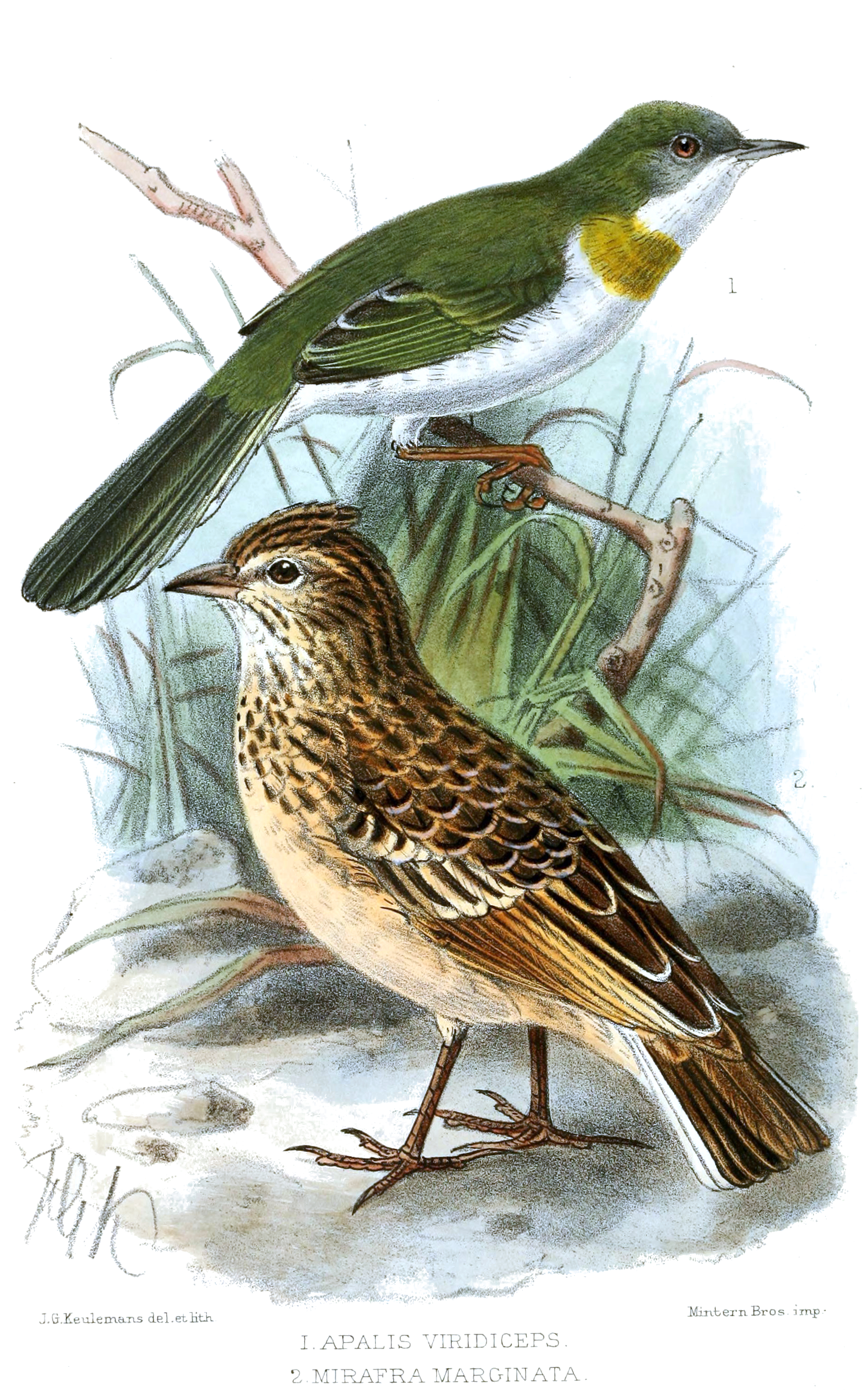
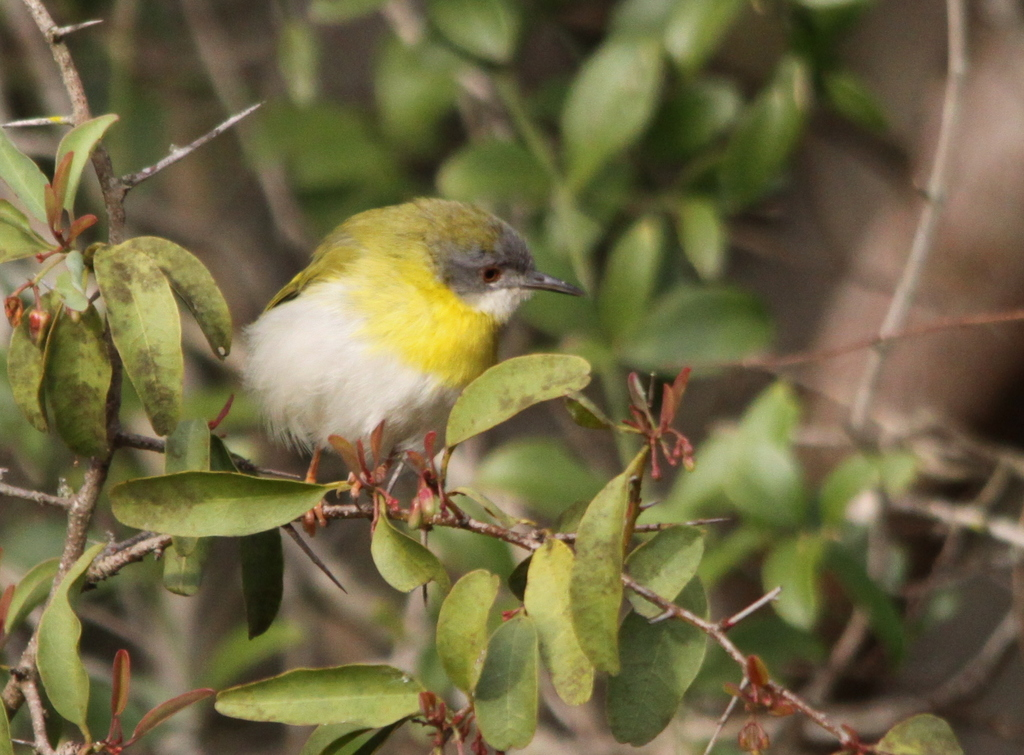